# Raimundo José
Raimundo José (Belo Horizonte, 1960 ou 1961) é um cantor brasileiro.
Gravou, em 1977, seu maior sucesso, Santo Forte, que vendeu 500 mil cópias e ao longo de sua carreira, gravou doze LPs, com os quais ganhou três discos de ouro e vários troféus e participou de muitos programas de televisão.